# اکسو، هاسانکیف
اکسو، هاسانکیف (به لاتین: Aksu, Hasankeyf) یک منطقهٔ مسکونی در ترکیه است که در استان باتمان واقع شده‌است.

## خصوصیات
اکسو ۲۶۵ نفر جمعیت دارد.